# Air Onix
Air Onix (Ейр Онікс) — авіакомпанія зі штаб-квартирою у м. Сімферополь. Компанію пов’язують з ім’ям Олексія Азарова Станом на лютий 2015 року не працює.

## Історія
Сертифікат експлуатанта, що дозволяє виконання польотів, Державіаслужба Україна видала авіаперевізнику 25 квітня 2012 року.
28 квітня 2012 року був виконаний перший рейс із Сімферополя до Києва.

## Маршрути
| Місто           | Аеропорт                                             |
| --------------- | ---------------------------------------------------- |
| Київ            | Київ (Жуляни)                                        |
| Бориспіль       | Київ (Бориспіль)                                     |
| Львів           | Міжнародний аеропорт «Львів» імені Данила Галицького |
| Санкт-Петербург | Міжнародний аеропорт «Пулково 1»                     |
| Москва          | Міжнародний аеропорт «Домодєдово»                    |

## Флот
| Модель літака  | Кількість, шт. |
| -------------- | -------------- |
| Boeing 737-300 | 1              |
| Boeing 737-500 | 2              |